# Kimon (Olympiasieger)
Kimon, wegen seiner Arglosigkeit Koalemos genannt (altgriechisch Κίμων Κοάλεμος Kímōn Koálemos, deutsch ‚Kimon der Dummbart‘; * um 585 v. Chr.; † nach 528 v. Chr. in Athen), Sohn des Stesagoras, war ein attischer Aristokrat der späten archaischen Zeit und Vater des Feldherrn Miltiades. Auch Kimons Enkel, der den Namen seines Großvaters trug, war Politiker und Feldherr der Athener.
Einzige Quelle für das Leben Kimons ist eine Passage bei Herodot. Als Gegner des Tyrannen Peisistratos lebte Kimon zeitweilig im Exil. Wie sein Halbbruder, der ältere Miltiades, siegte Kimon bei den Olympischen Spielen im Wagenrennen, zuerst 536 v. Chr. und ein zweites Mal vier Jahre später. Er ließ verkünden, dass er diesen Sieg in Namen des Peisistratos errungen habe, und konnte daraufhin nach Athen zurückkehren. Mit demselben Viergespann wie bei den ersten beiden Siegen war er 528 v. Chr. ein drittes Mal in Olympia siegreich. Bald darauf ließen ihn Peisistratos’ Söhne und Nachfolger, Hippias und Hipparchos, von Auftragsmördern beim Athener Prytaneion umbringen, vermutlich, weil sie sein großes Prestige als Gefährdung ihrer noch unsicheren Herrschaft empfanden.
Laut Herodot wurden bei Kimons Grab vor den Toren Athens auch seine Rennpferde beigesetzt. Kimons Söhne Stesagoras und Miltiades gingen auf die Thrakische Chersones, wo sie die Nachfolge des älteren Miltiades als Tyrannen antraten.